# 沃伦 (宾夕法尼亚州)
沃伦（Warren）是美国宾夕法尼亚州沃伦县的一个自治市镇和县城，位于阿勒格尼河沿岸。 2010年人口普查时的人口为9,710人。 它是阿勒格尼国家森林和科恩布兰特州森林总部的所在地。 它也是首席植物委员会，最古老的连续租用的美国童军委员会和目录公司布莱尔的总部。 沃伦是沃伦小城市统计区的主要城市。

## 历史
沃伦最初居住着美洲原住民塞内卡人。 法国探险家长期以来一直声称，他们采取行动，以明确的方式确保在1749年的军事-美洲印第安人考察队，埋葬一连串的匾牌，声称法国为应对殖民地俄亥俄公司的形成 - 第一个被埋在了沃伦，但在英法北美战争之后，最终控制权被转移到英国。 在独立战争之后，威尔·欧文和安德鲁·埃利科特将军被派往该地区在1795年布置一个城镇。它以约瑟夫·沃伦少将命名。